# Internet-Bibliothek Alexei Komarow
Die Internet-Bibliothek Alexei Komarow, auch Bibliothek Komarow (russisch Интернет-библиотека Алексея Комарова Internet-biblioteka Alexeja Komarowa), ist eine seit 1996  im russischen Internet verfügbare digitale Online-Bibliothek zur Neueren russischen Literatur.

## Überblick
Die Literaturdatenbank enthält Originaltexte russischer Klassiker des 18. bis 20. Jahrhunderts: Andrejew, Balmont, Belinski, Blok, Brjussow, Bulgakow, Bunin, Derschawin, Dobroljubow, Dostojewski, Fet, Denis Fonwisin, Gogol, Gontscharow, Gorki, Gribojedow, Grigorowitsch, Grin, Jessenin,  Karamsin, Korolenko, Krylow, Kuprin, Lermontow, Leskow, Lomonossow, Majakowski, Mereschkowski, Nekrassow, Alexander Ostrowski, Platonow, Prischwin, Puschkin, Radischtschew, Rylejew,
Schukowski,  Samjatin,
Saltykow-Schtschedrin, Solowjow, Alexei Tolstoi, Leo Tolstoi, Turgenew,  Tjuttschew, Tschernyschewski, Tschechow und Marina Zwetajewa.
Alexei Komarow schreibt, er habe Werke oben genannter Autoren nach drei Aspekten gewählt: Kommentierte Ausgaben wurden bevorzugt, beliebte Werke wurden gern genommen und es wurde Wert auf die akzeptable online-Lesbarkeit gelegt. Nützlich sind gelegentliche Verweise auf die Präsenz des jeweiligen Autors in anderen russischen Internet-Bibliotheken – zum Beispiel bei Lib.ru oder in der FEB. Mitunter findet sich unter einem Autor seine Biographie.

## Anmerkung
1. ↑  Der Physikingenieur Alexei Jurjewitsch Komarow (russ. Алексей Юрьевич Комаров), Gründer und Leiter der Datenbank, wurde am 30. Juni 1964 in Ulan-Ude geboren und lebt in Katharinenburg. Von 1982 bis 1988 studierte er an der Fakultät für Physik und Technik der TU Katharinenburg (Eintrag bei ezhe.ru/fri (Физиономии русского Интернета – Verzeichnis russischer Internet-Aktivisten)).